# برج الشراع
برج الشراع (بالعبرية: מגדל המפרש) والمعروف أيضاً بـ «برج الصاروخ»، أو الاسم الرسمي: «مجمع مباني الحكومة» على اسم إسحاق رابين. وهو مُخصص لتركيز نشاطات مكاتب الحكومة في لواء حيفا يقع في مدينة حيفا الإسرائيلية. يتكون من 29 طابق وثمانية أخرى تحت الأرض، يصل ارتفاعه إلى 137 متراً من مستوى الأرض وصولاً إلى قمة البرج.
تم بناء البرج بين عامي 1999م وحتى 2002م على أنقاض سرايا حيفا، يقع بمحادية شارع الاستقلال في البلدة القديمة، ومع نهاية بناءه أصبح المبنى الأكثر ارتفاعاً في حيفا وشمال إسرائيل. لكن في عام 2003م انتزع برج شركة الكهرباء في حيفا اللقب منه، حيث يعلوه ببضعة مترات (في حالة لم تُحسب الهوائيات الموجودة أعلى قمة برج الشراع).
ومن الجانب المعماري يُعتبر البرج واحداً من بين أبرز المباني التي تجسد الهندسة المعمارية المستقبلية. وقد بُني البرج من مواد بناء متطورة، مع الأخذ بالحسبان استخدام الهندسة الآمنة والوقاية من سرعة الرياح وقوة الهزات الأرضية، ويحمل شكل دائري الذي هو رمز للمستقبل، التي يستخدمها المعماريون في مجال الهندسة المستقبلية.

## التسمية

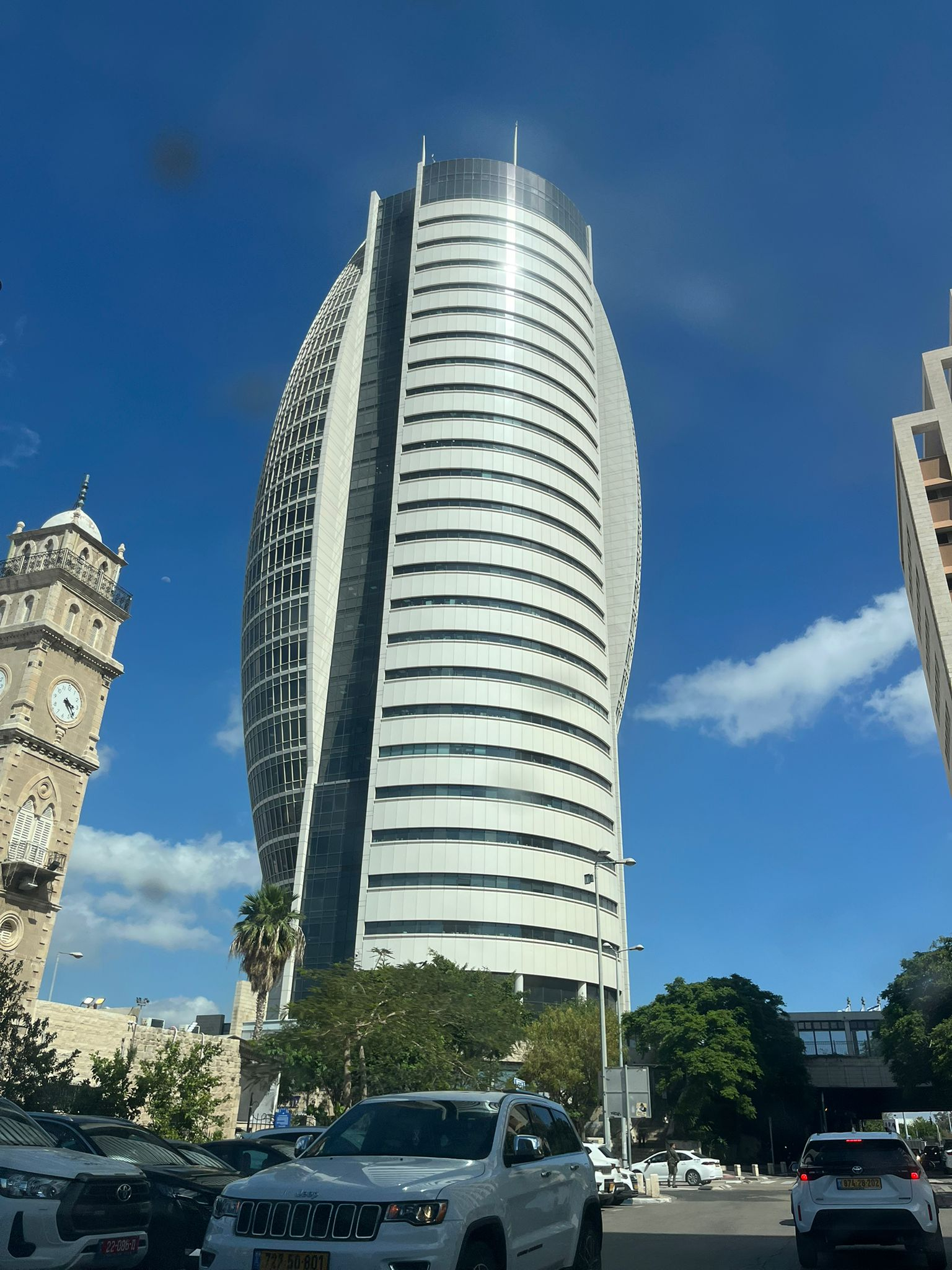
برج الصاروخ في حيفا

يطل برج الشراع على البحر فكانت الفكرة أن يكون شكله مشابه للسفينة لهذا كان بتصميمه شكل الشراع المبني من الألمنيوم والزجاج. فلهذا سميَ بـ «برج الشراع». لكن أسمه الرسمي «مجمع مباني الحكومة» وأما السكان المحليون فيطلقون عليه اسم «برج الصاروخ» بسبب شكله المشابه للصاروخ.

## معرض الصور

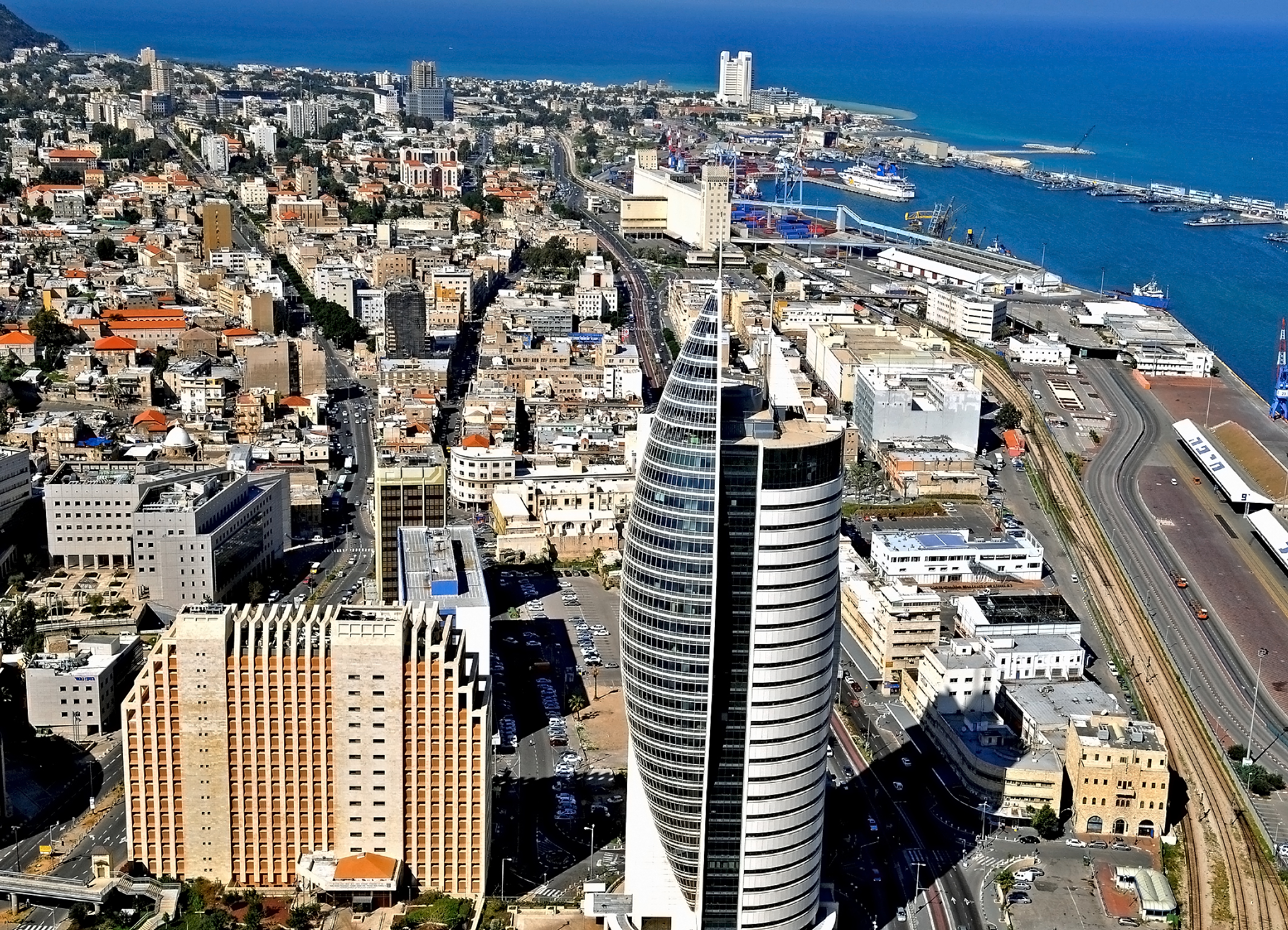
منظر جوي لوسط مدينة حيفا.
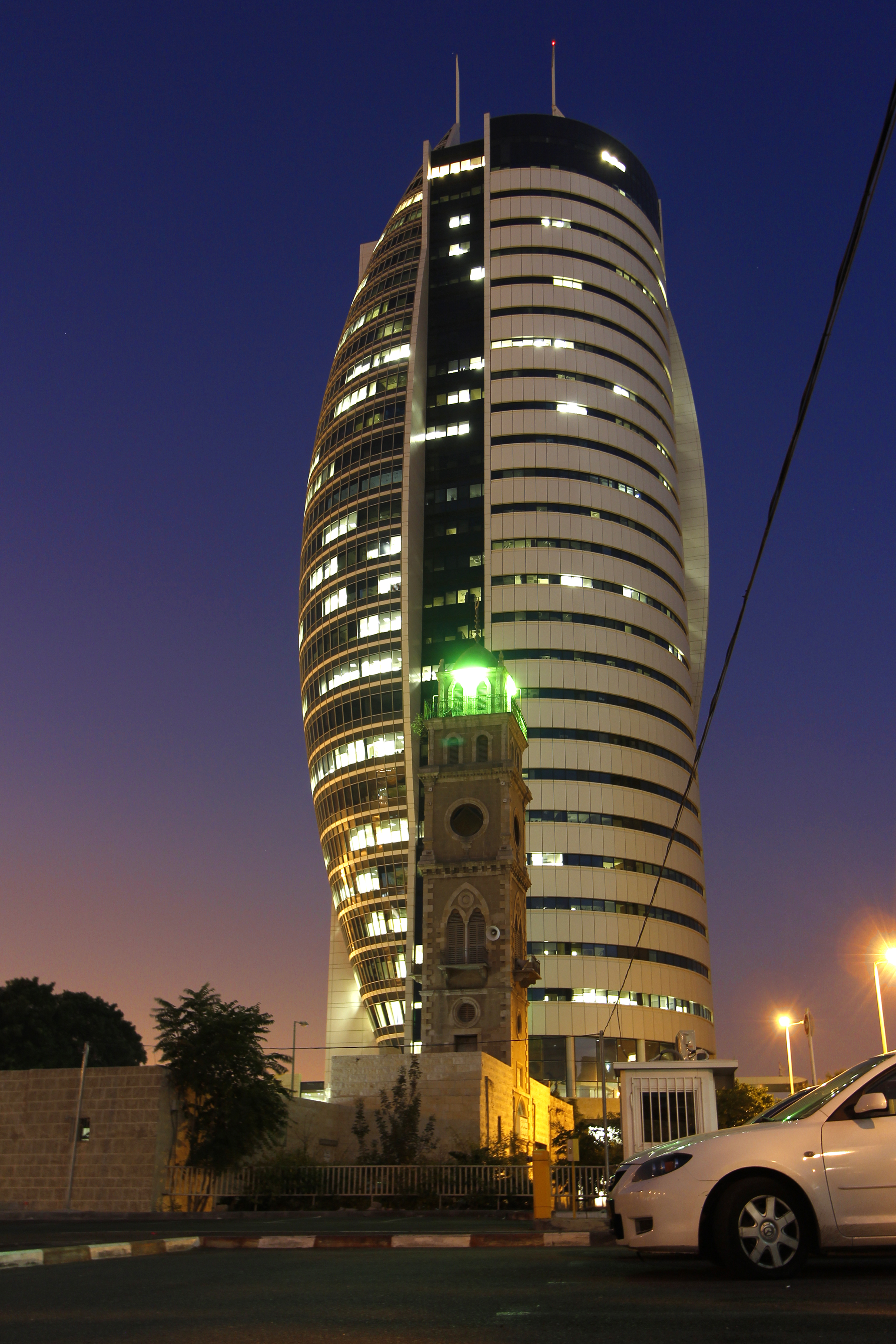
البرج كما يُشاهد ليلاً، يظهر بالصورة أيضاً مئذنة مسجد الجرينة.